# 最大血药浓度
最大血药浓度，简写为Cmax，是第一次服药后和第二次服药之前，在特定隔室或身体测试区域达到的最大（或峰值）血清中药物的浓度。Cmax是药代动力学的标准测量项目。

## 描述
Cmax与Cmin（最小血药浓度）相反：Cmin是药物在给药后，且第二次服药之前达到的最低浓度。相关的药代动力学参数tmax则是观察到 Cmax的时间。
静脉内给药后，Cmax和tmax与实验方案密切相关，因为血药浓度在给药后会不断降低。而口服给药后，Cmax和tmax取决于药物的释放，吸收和分布情况。这些参数可用于评价同一个药物在不同剂型中的特性。
急性的药物副作用最有可能发生在Cmax或其附近，而具有长期给药的治疗效果通常发生在略高于血药浓度Cmin的浓度时。
通常测量Cmax是为了显示仿制药和创新药物之间的生物等效性（BE）。根据FDA的解释，药物质量关键属性：生物利用度（BA）和BE依赖于药代动力学参数测量，如反映全身暴露的AUC和Cmax。